# Ectateus laevistriatus
Ectateus laevistriatus es una especie de escarabajo oscuro perteneciente a la superfamilia Tenebrionoidea, orden Coleoptera. Fue descrito por Fairmaire en 1897.
Mide aproximadamente 12,0–14,0 mm de longitud. Parte dorsal de la cabeza opaca, clípeo profundo y antenas más extensas que el pronoto.

## Distribución
Se distribuye por África Occidental, específicamente en Sierra Leona y Ghana. También ha sido reportado en Guinea Occidental, donde habita en bosques de tierras bajas.